# 4.º governo da Monarquia Constitucional
O 1.º governo da Monarquia Constitucional, ou 3.º governo do Devorismo, também conhecido pejorativamente por ministério dos vândalos, nomeado a 18 de novembro de 1835 e exonerado a 20 de abril de 1836, foi presidido, a partir de dia 25 de novembro, por José Jorge Loureiro, se bem que o cargo de presidente do Conselho de Ministros ainda não estava juridicamente definido. De 18 a 25 de novembro, a totalidade do governo deteve o poder executivo, por ausência de um presidente do Conselho de Ministros. O presidente do Conselho de Ministros e ministro e secretário de Estado dos Negócios da Guerra foi exonerado no dia 19 de abril de 1836, sendo substituído nos dois cargos pelo duque da Terceira Os restantes elementos do governo foram exonerados no dia seguinte. Para todos os efeitos, o duque da Terceira conta como chefe do governo seguinte.
A sua constituição era a seguinte:
| Cargo                                                                   | Detentor | Detentor                                          | Período                                         |
| ----------------------------------------------------------------------- | -------- | ------------------------------------------------- | ----------------------------------------------- |
| Presidente do Conselho de Ministros                                     |          | Totalidade do Conselho de Ministros               | 18 de novembro de 1835 a 25 de novembro de 1835 |
| Presidente do Conselho de Ministros                                     |          | José Jorge Loureiro (1791–1860)                   | 25 de novembro de 1835 a 19 de abril de 1836    |
| Ministro e Secretário de Estado dos Negócios do Reino                   |          | Visconde de Sá da Bandeira (interino) (1795–1876) | 18 de novembro de 1835 a 25 de novembro de 1835 |
| Ministro e Secretário de Estado dos Negócios do Reino                   |          | Luís Mouzinho de Albuquerque (1792–1846)          | 25 de novembro de 1835 a 20 de abril de 1836    |
| Ministro e Secretário de Estado dos Negócios do Reino                   |          | Visconde de Sá da Bandeira (interino) (1795–1876) | 25 de novembro de 1835 a 30 de novembro de 1835 |
| Ministro e Secretário de Estado dos Negócios Eclesiásticos e de Justiça |          | Manuel António Velez Caldeira (1791–1868)         | 18 de novembro de 1835 a 20 de abril de 1836    |
| Ministro e Secretário de Estado dos Negócios da Fazenda                 |          | Francisco António de Campos (1780–1873)           | 18 de novembro de 1835 a 6 de abril de 1836     |
| Ministro e Secretário de Estado dos Negócios da Fazenda                 |          | José Jorge Loureiro (interino) (1791–1860)        | 6 de abril de 1836 a 20 de abril de 1836        |
| Ministro e Secretário de Estado dos Negócios da Guerra                  |          | José Jorge Loureiro (1791–1860)                   | 18 de novembro de 1835 a 19 de abril de 1836    |
| Ministro e Secretário de Estado dos Negócios da Marinha e Ultramar      |          | Visconde de Sá da Bandeira (1795–1876)            | 18 de novembro de 1835 a 20 de abril de 1836    |
| Ministro e Secretário de Estado dos Negócios Estrangeiros               |          | Marquês de Loulé (1804–1875)                      | 18 de novembro de 1835 a 20 de abril de 1836    |